# Шведский лаппхунд
Шведский лаппху́нд, или лапландский шпиц (швед. svensk lapphund), — порода собак из группы северных шпицев. Шведские лаппхунды использовались саамами для пастьбы оленей, как охотничьи и сторожевые собаки. В наши дни это собака-компаньон, может использоваться для охоты и разных видов службы.

## История породы
Шведский лаппхунд — старейшая порода в Скандинавии и, возможно, одна из древнейших в мире, прямой потомок древних северных шпицев. Как и другие собаки лапландских саамов, шпицы сопровождали кочевые племена, защищая их от диких зверей и охраняя имущество. С развитием оседлого оленеводства шпицы стали пастухами, которые охраняли оленей и управляли большими стадами. Особенность работы шпица — управление стадом с помощью голоса: лай отпугивал хищников и давал оленям знать, что это не волк.
Саамы всегда отрезали хвосты своим собакам, чтобы длинная шерсть не примерзала к спине и не причиняла собакам неудобства, куцехвостость не является врождённым свойством лаппхунда. Многие собаки имели двойные прибылые пальцы на задних ногах, это считалось полезным для работы на снегу. Прежде лаппхунды были разнообразных расцветок, но саамы предпочитали чёрных собак и чёрно-подпалых собак. В мифах и легендах саамов лаппхунду отводится роль связного в контактах человека с потусторонним миром.
Существовало две разновидности лаппхундов: короткошёрстная и длинношёрстная, что подтверждается летописями и рисунками. Саамы предпочитали использовать в работе короткошёрстных собак, считая их более быстрыми. Однако шведские кинологи, наблюдавшие не столько рабочих собак, сколько собак, живших в поселениях лопарей в качестве компаньонов, пришли к выводу, что чистокровные лаппхунды должны иметь длинную шерсть. К тому же длинная шерсть лаппхундов стойко передаётся по наследству, тогда как короткошёрстные производители дают потомство как с короткошёрстное, так и длинношёрстное.
Однако практические соображения оленеводов оказались сильнее. К началу XX века численность длинношёрстных шпицев сильно сократилась. Восстановление уникальной шведской породы началось в 30-40 годах XX века при поддержке короля. Стандарт породы утверждён в 1944 году, на постоянной основе порода признана Международной кинологической федерацией в 1955 году.

## Внешний вид
Шведский лаппхунд — собака чуть меньше среднего размера, квадратного формата, с типичным обликом шпица. Лоб округлый, морда не слишком длинная и слегка заострённая, нос угольно-чёрный. Глаза посажены широко и горизонтально, довольно большие, тёмные и выразительные. Уши треугольные, маленькие, стоячие, кончики закруглены. Хвост посажен высоко, в движении закручен в кольцо над спиной. Допускаются прибылые пальцы на задних ногах.
Шерсть обильная, верхний волос прямой, волосы подшёрстка вьются на концах. На голове и передней части ног шерсть короткая, по корпусу довольно длинная. На хвосте образует объемный плюмаж, шея украшена воротником. Такая шерсть хорошо защищает собаку от намокания. Окрас чёрный, иногда с бурым подласом. Допускаются маленькие белые пятнышки на груди, лапах и кончике хвоста.

## Темперамент и использование
Шведский лаппхунд — универсальная рабочая собака, пригоден для поисково-спасательной службы и спорта. Охотники используют лаппхундов в охоте на лесную птицу и лося, эти шпицы могут работать также с оленем, кабаном и медведем, выслеживать подранка по кровяному следу. Лапландский шпиц — активная собака, требующая значительных физических нагрузок. Он считается одной из лучших собак для содержания в семье в качестве компаньона, однако обучение лаппхундов следует начинать как можно раньше, чтобы отучить щенка от лая по любому поводу. Лаппхунды дисциплинированны, доброжелательны, игривы, это эффектные шоу-собаки, успешны в аджилити, обидиенс, работают с готовностью и удовольствием.